# Gaskocher

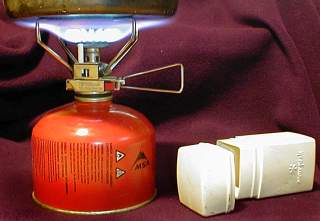
Kompakter Gaskocher mit Transportbox

Gaskocher, alltagssprachlich auch Campingkocher genannt, sind Kocher, die Flüssiggas (meist Butan, Propan oder eine Mischung aus beiden Gasen) aus Gasflaschen oder Gaskartuschen  verbrennen und dadurch Wärme erzeugen. Gaskocher sind einfach in der Bedienung und sauber in der Anwendung, da Gas rückstandsfrei verbrennt. Im Gegensatz zu Benzin- und Petroleumkochern sind Gaskocher sofort betriebsbereit, besser regulierbar und in der Regel leiser, wartungsarm und fast geruchsfrei. Bei niedrigen Temperaturen nimmt die Leistung ab. Bei Normaldruck bildet Butan unterhalb seines Siedepunktes von −0,5 °C keine brennbaren Gase und lässt sich deshalb nicht mehr aus dem Gasbehälter entnehmen. Deswegen kommen bei Expeditionen in kalten Umgebungen eher Benzinkocher oder Petroleumkocher zur Anwendung. Propan hat einen niedrigeren Siedepunkt und bleibt deshalb bei tieferen Temperaturen einsatzfähig.

## Geschichte
Gas wurde erst ausschließlich für Beleuchtungszwecke genutzt und fand von der Mitte des 19. Jahrhunderts dann auch Verwendung zum Heizen und zum Kochen. Die modernen Gaskocher gehen auf die sogenannten Gaskochapparate des frühen 19. Jahrhunderts zurück, als mehrere deutsche Erfinder ihre Modelle herausbrachten. Die ersten Gaskocher für den häuslichen Gebrauch wurden in Deutschland im Jahre 1849 von dem aus Berlin stammenden, in Dresden ausgebildeten Ingenieur Rupertus Wilhelm Elsner († 9. Januar 1861) in Berlin angefertigt.
Die Grundlage für die ersten Gaskocher bildeten das Prinzip nach W. Elsner sowie das Prinzip des Bunsenbrenners, das von R. Bunsen in Heidelberg eingeführt wurde.
Davor hatte schon der Apotheker Charles Hugueny 1848 in Straßburg ein Patent für einen Gaskocher für Laboratorien und Fabriken angemeldet. Auch Bunsen und Elsner ließen ihre Brenner patentieren.